# Pseudonupserha congoensis
Pseudonupserha congoensis är en skalbaggsart som beskrevs av Stefan von Breuning 1950. Pseudonupserha congoensis ingår i släktet Pseudonupserha och familjen långhorningar. Inga underarter finns listade i Catalogue of Life.